# Христофор (архиепископ Тиранский)
Архиепи́скоп Христофо́р (алб. Kryepeshkopi Kristofor, греч. Αρχιεπίσκοπος Χριστόφορος, в миру Соти́рий Ки́си, алб. Sotir Kissi, греч. Σωτήριος Κίσσης; первая пол. 1880-х, Белиград, вилайет Янина, Османская империя — 17 июня 1958, Албания) — епископ Албанской православной церкви, архиепископ Тиранский и всея Албании.

## Биография
Родился в первой половине 1880-х годов (называются даты с 1881 по 1885) близ Белиграда Арнаутского в Янинском вилайете Османской империи (ныне Берат, Албания), по национальности албанец.
В 1908 году окончил Богословскую школу на острове Халки. По выпуске был определён преподавателем в гимназию Йована Банги в Корче.
Перед Балканскими войнами вернулся в Константинополь. По некоторым данным, в 1911 году был назначен проповедником в церкви Святой Марии в районе Бейоглу. Служил священником в клире Константинопольской Православной Церкви.
В 1916 году принял монашество и 2 ноября 1917 года был рукоположён во епископа Синадского, викария Деркской митрополии.
В августе 1923 года был послан в Албанию для преодоления нестроений в церковной жизни, где вошёл в состав обособившейся Албанской православной церкви, и 18 ноября того же года принял титул митрополита Бератского.
По просьбе Албанского Временного высшего верховного церковного совета совместно с епископом Мелитопольским Иерофеем (Яхтопулосом) 21 ноября 1923 года в соборе во имя великомученика Георгия в Корче хиротонисал архимандрита Феофана (Ноли) во епископа Дурресского с возведением в сан митрополита и принятием титула Примаса всей Албании.
В 1926 году участвовал в сорокадневных переговорах между представителями Константинопольского Патриархата и Албанской православной церкви, имевших цель урегулировать каноническое положение Албанской Церкви, в результате которых был составлен «Проект соглашения», по которому Албанская православная церковь становилась автономной церковью в составе Константинопольского патрирхата.
Албанские церковные деятели, однако, не считали дело завершённым и стремились к полной самостоятельности, которую объявили, при поддержке светской власти, в 1929 году. Не желая принимать участия в антиканонических деяниях, епископ Христофор удалился в монастырь. Вскоре непризнание прочими православными поместными Церквами самопровозглашённой автокефалии, усиленная римо-католическая пропаганда и недоброжелательное отношение к Православию правительства Ахмета Зогу поставили Албанскую Церковь в трудные условия. Были возобновлены переговоры с Константинополем, по условиям которых архиепископ Виссарион (Джувани) в мае 1936 года ушёл с поста предстоятеля Албанской Церкви, а в апреле 1937 года албанскую церковную делегацию в Константинополь возглавил епископ Христофор. После переговоров 12 апреля того же года патриарх Константинопольским Вениамин I Синодальным томосом даровал Албанской Церкви автокефалию. Епископ Синадский Христофор становился её предстоятелем с титулом архиепископа Тиранского и всей Албании.
Руководил Албанской Церковью в период её предвоенного становления и распространения на часть канонической территории Сербской Церкви в ходе Второй мировой войны. В 1942 году, несмотря на давление итальянцев, отказался внедрить в структуру Албанской Православной Церкви униатских епископов. Председательствовал на Соборе Албанской православной церкви в конце мая 1943 года в Тиране.
После включения Албании в советскую сферу влияния по итогам войны, несколько лет оставался единственным в стране православным архиереем старого поставления, находившимся на свободе. Вскоре после того как богоборческие власти сочли возможным заменить его, в 1948 году был арестован. 25 августа 1949 года Священный Синод Албанской православной церкви, по требованию светских властей, уволил архиепископа Христофора на покой.
Будучи изолированным, проживал в храме святого Прокопия до кончины, которая последовала при подозрительных обстоятельствах 17 июня 1958 года.